# La Veuve Couderc (film)
La Veuve Couderc is een Franse film van Pierre Granier-Deferre die werd uitgebracht in 1971.  
De film is gebaseerd op de gelijknamige roman van Georges Simenon die verscheen in 1942.

## Samenvatting
Het landelijk Frankrijk van de jaren dertig. Jean heeft vijf jaar gevangenis voor het plegen van een moord achter de rug. Hij heeft ogenschijnlijk niets dat hem bindt. Hij komt terecht in een dorp waar hij werk vindt op een hoeve. 
De boerin die hem heeft aangeworven heeft hij geholpen toen ze zwaar geladen van de bus stapte. Zij is Tati, 'la veuve Couderc', een al wat ouder wordende kranige vrouw die samen woont met haar schoonvader en die haar handen vol heeft om haar hoeve uit de handen van haar inhalige schoonfamilie te houden. Die schoonfamilie woont recht tegenover haar, aan de andere kant van het kanaal. Ze wordt verleid door Jean. Ze beleven een wat passieloze verhouding. 
De poppen gaan aan het dansen wanneer Jean de aantrekkelijke Félicie, de jonge nicht die nog bij haar ouders woont, ontmoet en verleidt.

## Rolverdeling
| Acteur               | Personage                              |
| -------------------- | -------------------------------------- |
| Simone Signoret      | Tati Couderc                           |
| Alain Delon          | Jean Lavigne                           |
| Ottavia Piccolo      | Félicie, het nichtje van Tati          |
| Jean Tissier         | Henri Couderc, de schoonvader van Tati |
| Monique Chaumette    | Françoise, de schoonzus van Tati       |
| Boby Lapointe        | Désiré, de schoonbroer van Tati        |
| Pierre Collet        | commissaris Mallet                     |
| François Valorbe     | kolonel Luc de Mortemont               |
| Jean-Pierre Castaldi | inspecteur                             |
| Robert Favart        | prefect                                |
| André Rouyer         | gendarme                               |

## Prijzen
- 1971 - Grand prix du cinéma français